# Tlou Segolela
Tlou Mashedi Segolela (Polokwane, 1 maart 1988) is een Zuid-Afrikaans voormalig professioneel voetballer die doorgaans speelde als middenvelder. Tussen 2007 en 2017 was hij actief voor Orlando Pirates, Bloemfontein Celtic, Platinum Stars en Polokwane City. Segolela maakte in 2010 zijn debuut in het Zuid-Afrikaans voetbalelftal en kwam uiteindelijk tot acht interlandoptredens.

## Clubcarrière
Segolela doorliep de jeugdopleiding van Orlando Pirates en brak in 2007 door in het eerste elftal. Op 15 augustus 2007, toen er met 01– verloren werd van Moroka Swallows, mocht de middenvelder invallen en daarmee zijn debuut maken. In 2009 werd hij nog voor één seizoen verhuurd aan Bloemfontein Celtic, waar hij meer wedstrijdritme kon opdoen. Later was Segolela onderdeel van het team van Orlando Pirates dat in 2011 onder leiding van coach Ruud Krol het kampioenschap pakte en beide bekers wist te winnen. Mede door zijn prestaties bij de Pirates, veroverde Segolela een plek in de nationale selectie. De middenvelder maakte in januari 2015 de overstap naar Platinum Stars. Na anderhalf jaar verliet hij de club weer, na vijfentwintig competitiewedstrijden. Een half jaar na zijn vertrek bij Platinum Stars vond hij een nieuwe werkgever in Polokwane City. Na een halfjaar verliet hij Polokwane, met zes gespeelde wedstrijden achter zijn naam. Na drie jaar zonder werkgever besloot Segolela op tweeëndertigjarige leeftijd een punt te zetten achter zijn actieve loopbaan.

## Interlandcarrière
Segolela maakte zijn debuut in het Zuid-Afrikaans voetbalelftal op 3 maart 2010, toen er met 1–1 gelijkgespeeld werd tegen Namibië. De middenvelder mocht na een uur spelen invallen voor Lebohang Mokoena. Zijn eerste basisplaats volgde op 2 juni 2013, tegen Lesotho (0–2 winst). Segolela nam tijdens dit duel beide doelpunten voor zijn rekening.
| Interlands van Tlou Segolela voor Zuid-Afrika | Interlands van Tlou Segolela voor Zuid-Afrika | Interlands van Tlou Segolela voor Zuid-Afrika | Interlands van Tlou Segolela voor Zuid-Afrika | Interlands van Tlou Segolela voor Zuid-Afrika | Interlands van Tlou Segolela voor Zuid-Afrika | Interlands van Tlou Segolela voor Zuid-Afrika |
| №                                             | Datum                                         | Wedstrijd                                     | Uitslag                                       | Competitie                                    | Goals                                         |                                               |
| Als speler bij Orlando Pirates                | Als speler bij Orlando Pirates                | Als speler bij Orlando Pirates                | Als speler bij Orlando Pirates                | Als speler bij Orlando Pirates                | Als speler bij Orlando Pirates                | Als speler bij Orlando Pirates                |
| --------------------------------------------- | --------------------------------------------- | --------------------------------------------- | --------------------------------------------- | --------------------------------------------- | --------------------------------------------- | --------------------------------------------- |
| 1                                             | 4 maart 2010                                  | Zuid-Afrika – Namibië                         | 1 – 1                                         | Vriendschappelijk                             |                                               |                                               |
| 2                                             | 26 maart 2011                                 | Zuid-Afrika – Egypte                          | 1 – 0                                         | AK 2012 kwalificatie                          |                                               |                                               |
| 3                                             | 5 juni 2011                                   | Egypte – Zuid-Afrika                          | 0 – 0                                         | AK 2012 kwalificatie                          |                                               |                                               |
| 4                                             | 10 augustus 2011                              | Zuid-Afrika – Burkina Faso                    | 3 – 0                                         | Vriendschappelijk                             |                                               |                                               |
| 5                                             | 2 juni 2013                                   | Lesotho – Zuid-Afrika                         | 0 – 2                                         | Vriendschappelijk                             | 45+1' 60'                                     |                                               |
| 6                                             | 16 juni 2013                                  | Ethiopië – Zuid-Afrika                        | 2 – 1                                         | WK 2014 kwalificatie                          |                                               |                                               |
| 7                                             | 24 mei 2015                                   | Zuid-Afrika – Botswana                        | 0 – 0                                         | Vriendschappelijk                             |                                               |                                               |
| 8                                             | 27 mei 2015                                   | Zuid-Afrika – Malawi                          | 0 – 0                                         | Vriendschappelijk                             |                                               |                                               |